# San Pedro Tulixtlahuaca
San Pedro Tulixtlahuaca är en ort i Mexiko.   Den ligger i kommunen San Antonio Tepetlapa och delstaten Oaxaca, i den sydöstra delen av landet, 300 km söder om huvudstaden Mexico City. San Pedro Tulixtlahuaca ligger 410 meter över havet och antalet invånare är 1 717.
Terrängen runt San Pedro Tulixtlahuaca är kuperad. Runt San Pedro Tulixtlahuaca är det ganska tätbefolkat, med 111 invånare per kvadratkilometer. Närmaste större samhälle är Pinotepa de Don Luis, 13,9 km söder om San Pedro Tulixtlahuaca. Omgivningarna runt San Pedro Tulixtlahuaca är en mosaik av jordbruksmark och naturlig växtlighet.